# 알바루 6세
알바루 6세(Álvaro VI)는 콩고 왕국의 마니콩고이다.

## 같이 보기
- 콩고 왕국
- 콩고의 군주 목록